# Rosalio José Castillo Lara
Rosalio José Castillo Lara, S.D.B. (Caracas, 4. rujna 1922. – Caracas, 16. listopada 2007.), je bio venezuelanski rimokatolički kardinal i doktor kanonskog prava.

## Životopis
Rosalio José Castillo Lara je rođen u mjestu San Casimiro, biskupija Maracay, u Venezueli, 4. rujna 1922. godine. Bio je treće od sedmero djece u obitelji Rosalia Castilla Hernándeza i Guillermine Lare Peña. Za svećenika je zaređen na svoj 27. rođendan, 4. rujna 1949. godine, a zaredio ga je njegov ujak, nadbiskup Castillo Hernandez. Za geslo je uzeo citat iz Evanđelja po Ivanu - Milost i istina (lat. Misericordia et Veritas).
Godine 1950. odlazi na studij crkvenog prava na Papinsko salezijansko sveučilište u Torinu. U rujnu 1954. godine, imenovan je profesorom na Fakultetu kanonskoga prava, isprva u Torinu do 1957., a zatim u Rimu do 1965.
Za biskupa Precause i koadjutora biskupije Trujillo (s pravom nasljedstva) je imenovan 26. ožujka 1973. Za biskupa je posvećen 24. svibnja iste godine. Postao je tajnik, 12. veljače 1975., a zatim i predsjednik, 22. svibnja 1982., Papinske komisije za reviziju zakonika kanonskog prava. Rezultat radova njega i njegovih kolega je bilo objavljivanje Zakonika kanonskoga prava iz 1983. 
Promaknut je u čin nadbiskupa 26. svibnja 1982., postavši naslovni nadbiskup Praecause. Papa Ivan Pavao II. ga je priključio kardinalskom zboru na konzistoriju, 25. svibnja 1985., postavši kardinal đakon crkve Nostra Signora di Coromoto in San Giovanni di Dio. Dva dana kasnije ga je imenovao predsjednikom Papinske komisije za autentično tumačenje zakonika kanonskoga prava.
Predsjednikom Uprave za baštinu Svete Stolice postaje 6. prosinca 1989. godine. Na toj dužnosti je bio do 24. lipnja 1995. Dana 31. listopada 1990. postaje predsjednik Papinske komisije za državu Vatikan. Kardinali đakoni imaju pravo prijaviti se za prijelaz u red kardinala svećenika, nakon što su deset godina bili kardinali đakoni, a to pravo je iskoristio i Rosalio José Castillo Lara postavši, 29. siječnja 1996., kardinal svećenik crkve Nostra Signora di Coromoto in San Giovanni di Dio. 14. listopada 1997. umirovljuje se na mjesto Predsjednika Papinske komisije za državu Vatikan.
Castillo Lara je bio jedna od venezuelanskih crkvenih osoba koje su se najviše protivile vladavini Huge Cháveza. Godine 2006., za vrijeme svete mise, kardinal je održao homiliju tražeći da se moli sa žarom Djevici Mariji da ona spasi Venezuelu. Chávez je jednom prilikom dao kontroverznu izjavu kazavši kako je Castillo Lara "licemjer, bandit i vrag s mantijom." Umro je u 16. listopada 2007. Caracasu, a pokopan je u kapeli svetog Josipa u svetištu Marije Pomoćnice kršćana u Aragui.